# Kristian Svensson
Kristian Svensson (født 10. maj 1981 i Skövde i Sverige) er en svensk håndboldspiller, der spiller for AaB Håndbold i Håndboldligaen. Han har tidligere spillet for FCK Håndbold, som han vandt DM-guld med i 2008.
Svensson har spillet 20 landskampe for det svenske landshold.

## Eksterne links
- Spillerinfo Arkiveret 2. november 2006 hos  Wayback Machine